# Écouen
Écouen ist eine französische Gemeinde mit 7173 Einwohnern (Stand 1. Januar 2022) im Département Val-d’Oise in der Region Île-de-France; sie gehört zum Arrondissement Sarcelles und zum Kanton Fosses. Sie liegt rund 19 km nördlich von Paris und 15 km vom Flughafen Paris-Charles de Gaulle entfernt. Die Einwohner werden Écouennais genannt.

## Bevölkerungsentwicklung
| Jahr | Einwohner |
| ---- | --------- |
| 1962 | 3024      |
| 1968 | 3887      |
| 1975 | 4494      |
| 1982 | 4338      |
| 1990 | 4846      |
| 1999 | 7084      |
| 2017 | 7188      |

## Wirtschaft
Écouen ist u. a. Sitz der Medizintechnik-Firma Vygon.

## Sehenswürdigkeiten
- Schloss Écouen, 16. Jahrhundert, mit dem Musée national de la Renaissance
- Kirche Saint-Acceul, 1536–54 erbaut, mit einem Kirchenschiff von 1709 und der Westfassade von 1852. Die Kirche ist die einzige mit diesem Namen in Frankreich; der heilige Acheul war der erste Bischof von Amiens. Sehenswert sind vor allem die Glasfenster des 16. Jahrhunderts. Der Turmbau scheint wegen Kriegswirren vorzeitig eingestellt worden zu sein.

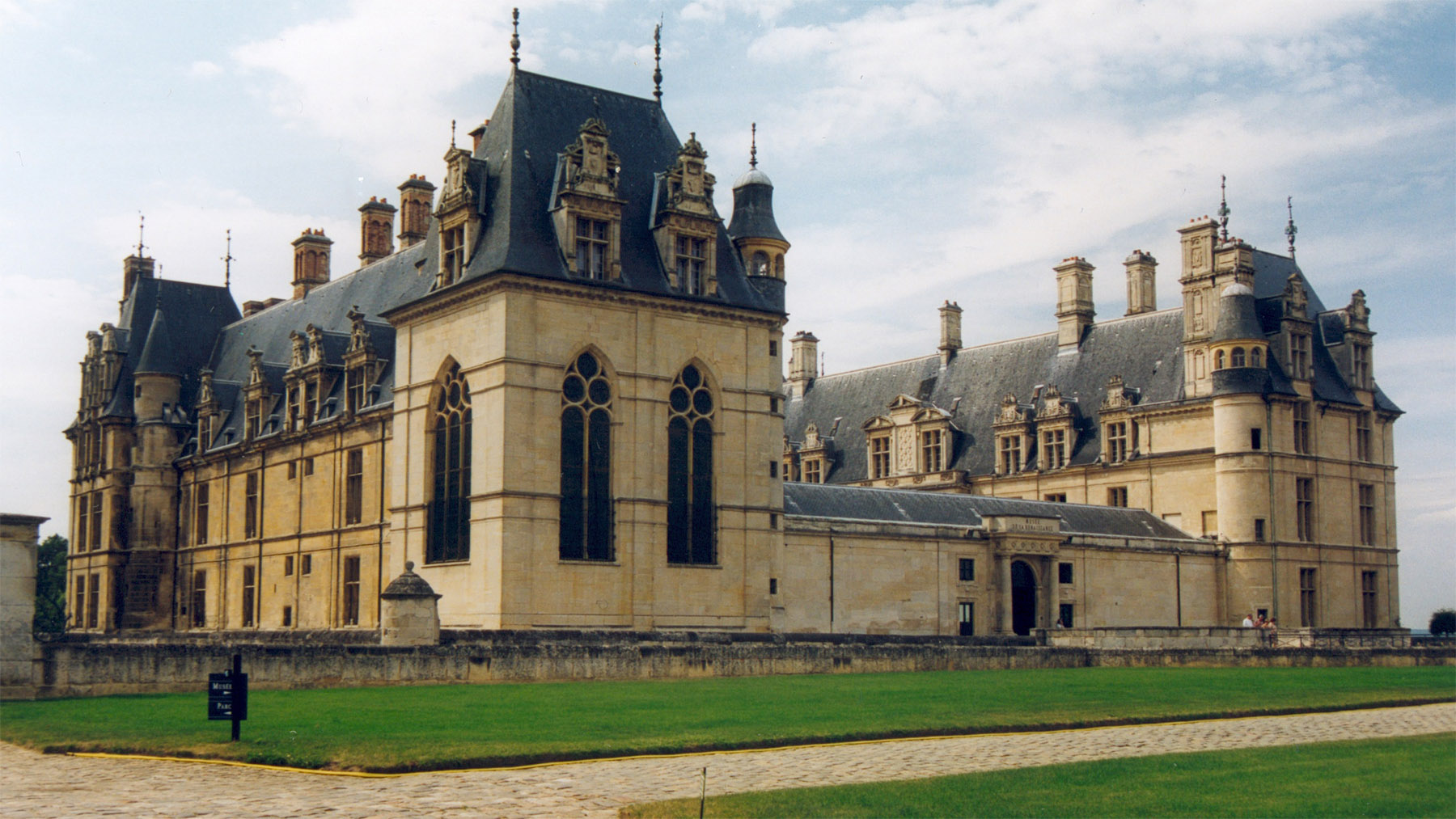
Schloss Écouen
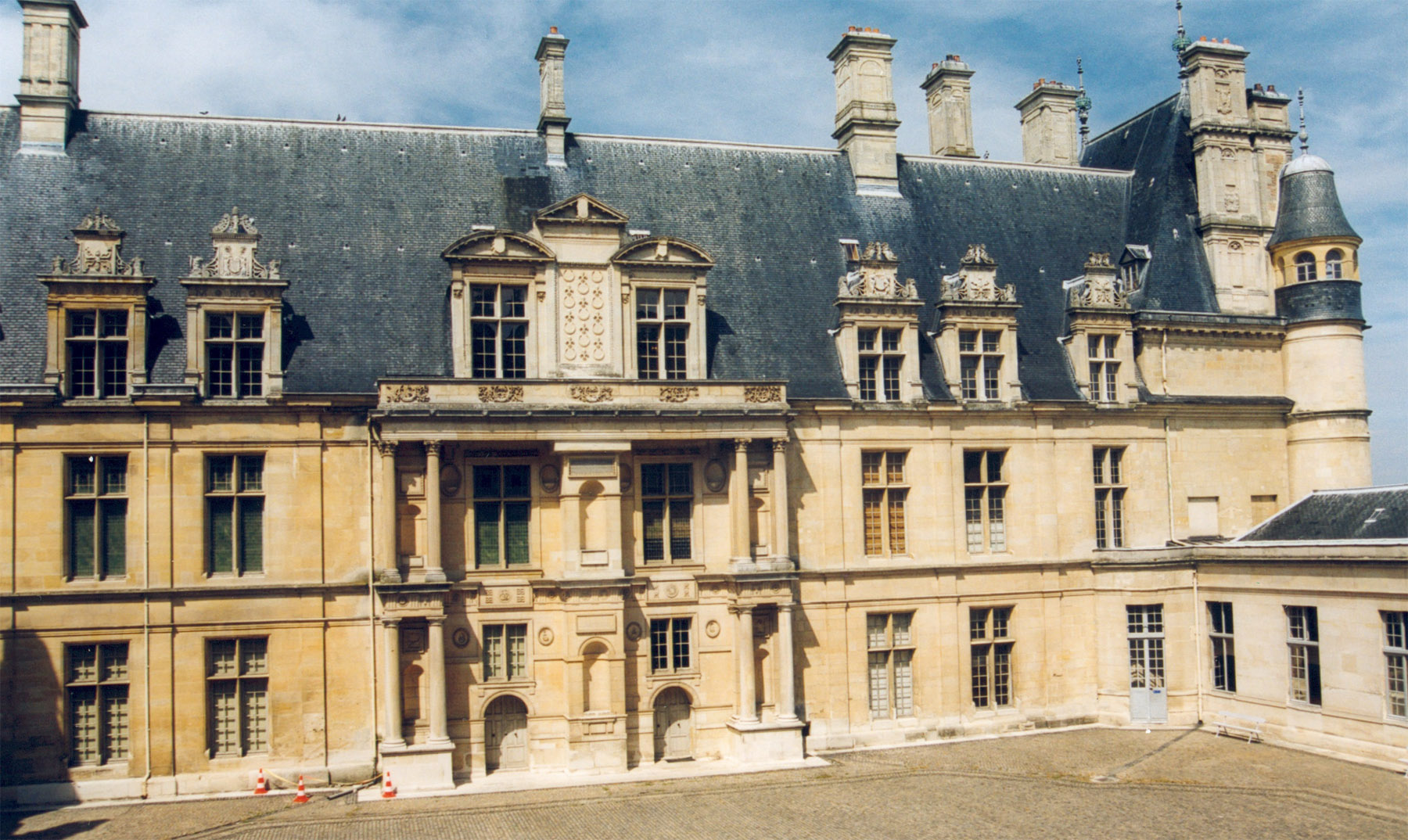
Schloss Écouen vom Innenhof her gesehen
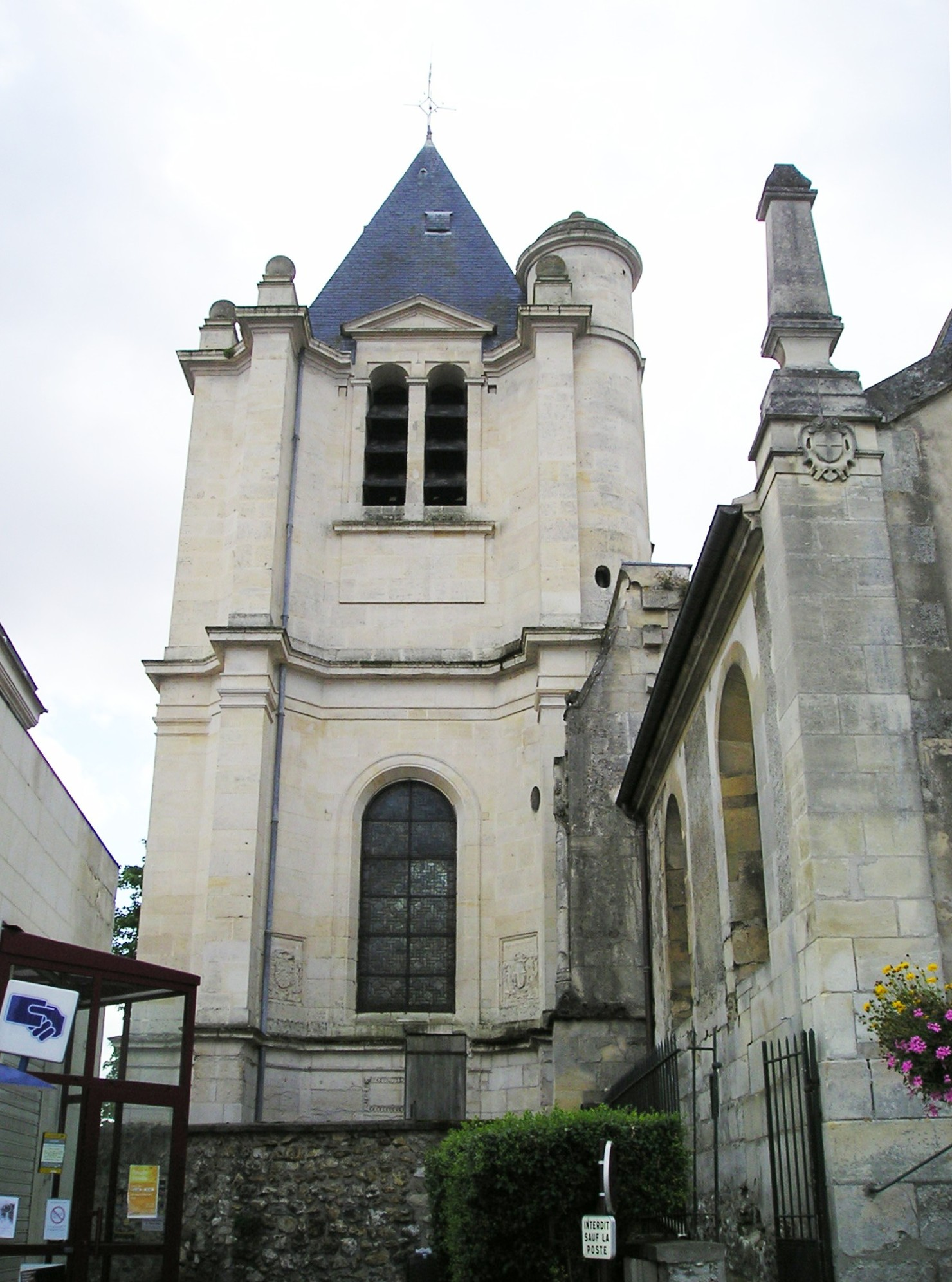
Kirche Saint-Acceul

Siehe auch: Liste der Monuments historiques in Écouen

## Persönlichkeiten
Der Maler Léon Marie Constant Dansaert (1830–1909) lebte und starb in Écouen.